# Platja des Caragol
Platja des Caragol (‚Schnecken-Strand‘) ist ein Sandstrand im Süden der spanischen Baleareninsel Mallorca. Gelegen im südwestlichen Teil des Gemeindegebietes von Santanyí liegt er etwa acht Kilometer südlich der Ortschaft Ses Salines, nordwestlich des südlichsten Punktes der Insel Mallorca, dem Cap de ses Salines.
Der Strand besteht aus feinem Sand, der flach ins Wasser führt. Am Südrand steht eine Finca. Das Hinterland, das Landgut S’Avall, ist in Privatbesitz. Es ist eingezäunt, bewacht und nicht durchquerbar. Bewohnern der Gemeinden Santanyí und ses Salines wird die Durchfahrt zum Strand gewährt. Für andere Personen besteht die einzige Möglichkeit, den Strand zu erreichen, entlang dem Wanderweg an der Küste, entweder vom Cap de ses Salines oder der sechs Kilometer entfernten Ortschaft Colònia de Sant Jordi im Nordwesten.

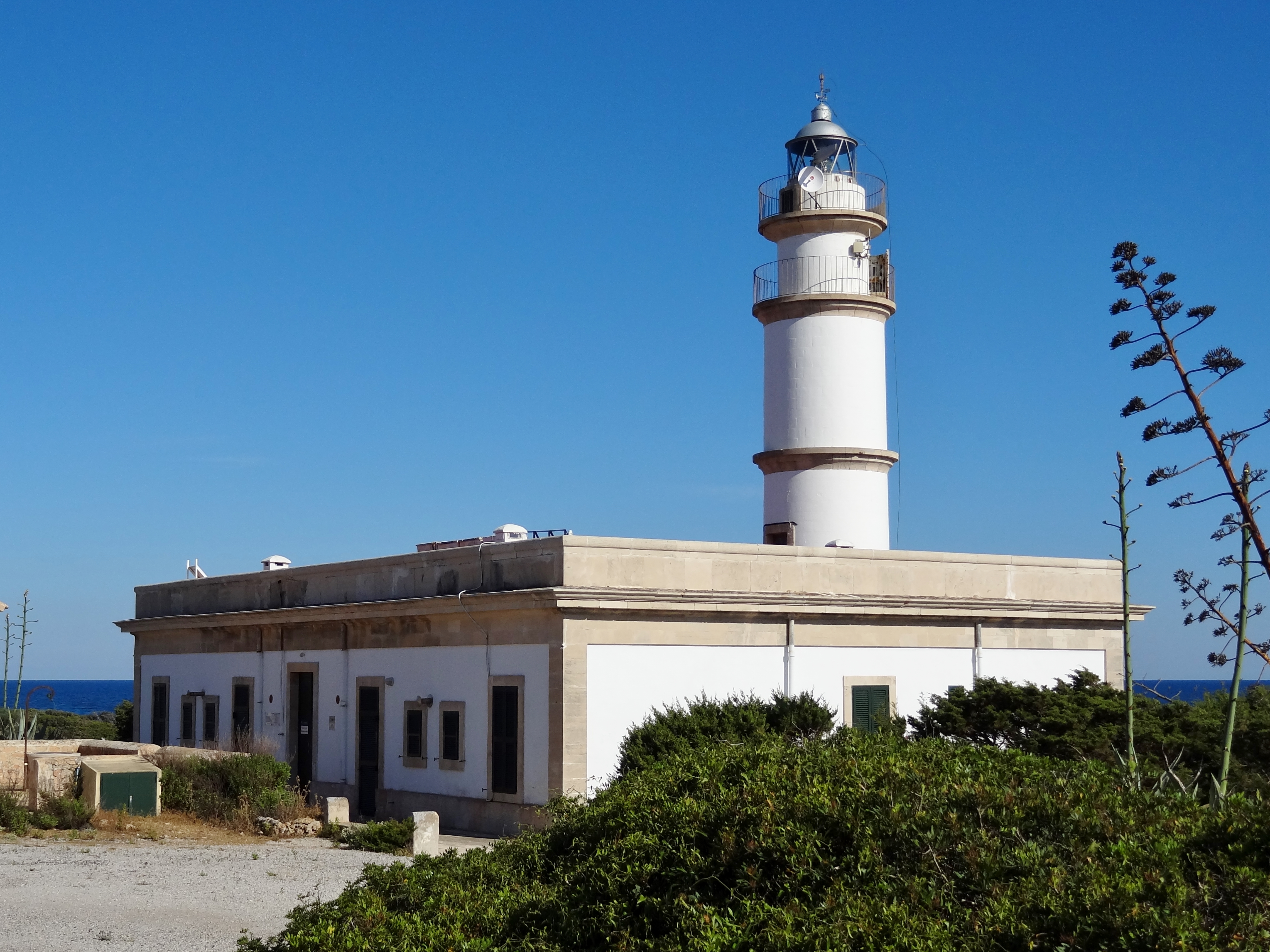
Cap de ses Salines

## Zugang
Von der Landstraße MA-6100 zwischen Ses Salines und Santanyí südlich auf der MA-6110 zum Cap de ses Salines. Fahrzeug dort abstellen und zu Fuß die 1,5 Kilometer in etwa einer halben Stunde auf dem flachen Küstenwanderweg nordwestwärts laufen.